# Gare de Bokrijk
La gare de Bokrijk (en néerlandais : station Bokrijk) est une halte ferroviaire belge de la ligne 21A, de Hasselt à Maaseik située à Bokrijk (nl) sur la commune de Genk dans la province de Limbourg en Région flamande. Elle se trouve à proximité du Domaine provincial de Bokrijk.
Depuis sa réouverture, en 1979, elle est un point d'arrêt non gardé (PANG) à accès libre de la Société nationale des chemins de fer belges (SNCB) desservi par des trains InterCity (IC) et d'Heure de pointe (P).

## Service des voyageurs

### Accueil
C'est un point d'arrêt non gardé (PANG) à accès libre. L'achat des tickets s'effectue un automate de vente et la traversée des voies s'effectue par le passage à niveau.

### Desserte
Bokrijk est desservie par des trains InterCity (IC) et d'Heure de pointe (P) de la SNCB circulant sur la ligne commerciale 21 : Landen - Genk (voir brochure SNCB de la ligne 21).
En semaine, Bokrijk est desservie par des trains IC-03 effectuant, toutes les heures, le trajet Genk- Hasselt- Landen -Louvain-Bruxelles-Gand-Bruges-Blankenberge, ainsi que par des trains d'Heure de pointe (P) : le matin, deux trains P reliant Genk à Bruxelles-Midi via Hasselt, Landen et Louvain, deux de Genk à Hasselt et un de Louvain à Genk ; l'après-midi, un de Genk à Louvain et un de Hasselt à Genk.
Les week-ends et jours fériés, la desserte se limite aux trains IC-03 : Genk - Blankenberge, toutes les heures.

## Comptage voyageurs
Ce graphique et tableau montre le nombre de voyageurs embarquant en moyenne durant la semaine, le samedi et le dimanche.
| Nombre de passagers qui embarquent à la gare de Bokrijk | Nombre de passagers qui embarquent à la gare de Bokrijk | Nombre de passagers qui embarquent à la gare de Bokrijk | Nombre de passagers qui embarquent à la gare de Bokrijk |
|                                                         | Semaine                                                 | Samedi                                                  | Dimanche                                                |
| ------------------------------------------------------- | ------------------------------------------------------- | ------------------------------------------------------- | ------------------------------------------------------- |
| 1979                                                    | 5                                                       | 1                                                       | 13                                                      |
| 1980                                                    | 3                                                       | -                                                       | 3                                                       |
| 1981                                                    | 9                                                       | 3                                                       | 1                                                       |
| 1982                                                    | 7                                                       | 8                                                       | 3                                                       |
| 1983                                                    | 2                                                       | 2                                                       | -                                                       |
| 1984                                                    | 11                                                      | 7                                                       | 22                                                      |
| 1985                                                    | 14                                                      | 26                                                      | 14                                                      |
| 1986                                                    | 10                                                      | 5                                                       | 14                                                      |
| 1987                                                    | 19                                                      | 11                                                      | 30                                                      |
| 1988                                                    | 23                                                      | 27                                                      | 71                                                      |
| 1989                                                    | 33                                                      | 75                                                      | 88                                                      |
| 1990                                                    | 26                                                      | 39                                                      | 46                                                      |
| 1991                                                    | 51                                                      | 38                                                      | 70                                                      |
| 1992                                                    | 74                                                      | 24                                                      | 92                                                      |
| 1993                                                    | 56                                                      | 57                                                      | 83                                                      |
| 1994                                                    | 87                                                      | 69                                                      | 48                                                      |
| 1995                                                    | 89                                                      | 113                                                     | 133                                                     |
| 1996                                                    | 88                                                      | 53                                                      | 65                                                      |
| 1997                                                    | 86                                                      | 67                                                      | 132                                                     |
| 1998                                                    | 120                                                     | 24                                                      | 68                                                      |
| 1999                                                    | 81                                                      | 46                                                      | 107                                                     |
| 2000                                                    | 102                                                     | 39                                                      | 90                                                      |
| 2001                                                    | 56                                                      | 52                                                      | 82                                                      |
| 2002                                                    | 57                                                      | 28                                                      | 84                                                      |
| 2003                                                    | 53                                                      | 52                                                      | 127                                                     |
| 2004                                                    | 87                                                      | 138                                                     | 144                                                     |
| 2005                                                    | 75                                                      | 68                                                      | 118                                                     |
| 2006                                                    | 109                                                     | 65                                                      | 112                                                     |
| 2007                                                    | 101                                                     | 69                                                      | 91                                                      |
| 2008                                                    | -                                                       | -                                                       | -                                                       |
| 2009                                                    | 98                                                      | 48                                                      | 109                                                     |
| 2010                                                    | -                                                       | -                                                       | -                                                       |
| 2011                                                    | -                                                       | -                                                       | -                                                       |
| 2012                                                    | 88                                                      | 80                                                      | 189                                                     |
| 2013                                                    | 138                                                     | 65                                                      | 140                                                     |
| 2014                                                    | 108                                                     | 89                                                      | 142                                                     |
| 2015                                                    | 116                                                     | 73                                                      | 95                                                      |
| 2016                                                    | 116                                                     | 53                                                      | 151                                                     |
| 2017                                                    | 181                                                     | 55                                                      | 181                                                     |
| 2018                                                    | 186                                                     | 113                                                     | 162                                                     |
| 2019                                                    | 171                                                     | 73                                                      | 157                                                     |
| 2020                                                    | 70                                                      | 30                                                      | 55                                                      |
| 2021                                                    | -                                                       | -                                                       | -                                                       |
| 2022                                                    | 299                                                     | 37                                                      | 77                                                      |
| 2023                                                    | 247                                                     | 103                                                     | 183                                                     |
| 2024                                                    | 283                                                     | 52                                                      | 137                                                     |